# Пертарит
«Пертарит» (фр. Pertharite) — трагедия в стихах французского драматурга Пьера Корнеля, впервые поставленная на сцене в 1651 году и опубликованная в 1653 году. Зрители увидели в ней отклик на английскую революцию и казнь Карла I, из-за чего пьеса провалилась. Корнель переживал это настолько болезненно, что на семь лет уехал из Парижа и бросил драматургию.
Действие пьесы происходит в Италии в VII веке. Её главный герой Пертарит (Бертари) — король лангобардов.